# 6-Euro-Münze
6-Euro-Münzen werden von drei europäischen Ländern herausgegeben. Die folgende Auflistung führt zu den entsprechenden Ausgabeländern und deren Sammlermünzen-Editionen:
- 6-Euro-Münze (Griechenland), siehe Griechische_Euromünzen #6 Euro
- 6-Euro-Münze (Italien), siehe Italienische Euromünzen #6 Euro
- 6-Euro-Münze (Kroatien), siehe Kroatische Euromünzen #6 Euro